# Beforterheide
Beforterheide (lb. Beeforter Heed) – mała miejscowość (lieu-dit) we wschodnim Luksemburgu, w kantonie Diekirch, w gminie Reisdorf. Do 3 października 2015 miejscowość leżała w dystrykcie Diekirch. 